# 1836 a vasúti közlekedésben
Ez a szócikk a 1836-ban történt vasúti eseményeket mutatja be.

## Események Magyarországon
- május 2. - A király szentesíti a vasútépítéseket és magánvállalkozásokat lehetővé tevő  1836. évi XXV. törvénycikket